# Spirit Racing
Spirit Racing foi uma equipe de Fórmula 1 do Reino Unido. Disputou 23 GPs entre 1983 e 1985. No seu primeiro ano na categoria, sua fornecedora de motores foi a Honda, que voltou à Fórmula 1 após 15 anos afastada.
Em 3 temporadas, o melhor resultado da equipe foi um 7º lugar de Stefan Johansson no GP da Holanda, em 1983 - na época, apenas 6 pilotos pontuavam. Na temporada seguinte, o brasileiro Emerson Fittipaldi (afastado da categoria desde 1980) testou o carro da Spirit no circuito de Jacarepaguá juntamente com o italiano Fulvio Ballabio, que levava o patrocínio da Editora Mondadori (representante da Disney em seu país). Nos testes, Emerson obtém o 17º tempo, enquanto que Ballabio fica em penúltimo. O bicampeão não gostou do que viu e decidiu mudar-se para a CART, onde faria sucesso, ao contrário do italiano, que teve a superlicença negada por decisão da CSAI (órgão ligado à Federação Italiana de Automobilismo) - Mauro Baldi foi o escolhido, correndo em 8 provas. O neerlandês Huub Rothengatter também foi inscrito para 8 GP's, não conseguindo vaga em Detroit. Após 3 corridas em 1985, a Spirit encerrou sua trajetória na Fórmula 1;

## Pilotos
| Ano  | Nome Oficial da Equipe | Chassis  | Pneus | Motor                 | Óleo  | Nº | Pilotos           | Pilotos de Testes                  | Classificação    |
| ---- | ---------------------- | -------- | ----- | --------------------- | ----- | -- | ----------------- | ---------------------------------- | ---------------- |
| 1985 | Spirit Enterprises Ltd | 101D     | P     | Hart 415T L4 Turbo    | Shell | 21 | Mauro Baldi       |                                    | NC (16º) 0 ponto |
| 1984 | Spirit Racing          | 101      | P     | Hart 415T L4 Turbo    | Shell | 21 | Mauro Baldi       | Emerson Fittipaldi Fulvio Ballabio | NC (13º) 0 ponto |
| 1984 | Spirit Racing          | 101      | P     | Hart 415T L4 Turbo    | Shell | 21 | Huub Rothengatter | Emerson Fittipaldi Fulvio Ballabio | NC (13º) 0 ponto |
| 1984 | Spirit Racing          | 101      | P     | Ford Cosworth DFV V8  | Shell | 21 |                   | NC (16º)                           |                  |
| 1983 | Spirit Racing          | 201 201C | G     | Honda RA163E V6 Turbo | Shell | 40 | Stefan Johansson  |                                    | NC (13°) 0 ponto |

## Resultados Completos da Spirit na Fórmula 1
(legenda)
| Ano  | Chassi | Motor                 | Pneus | Nº | Pilotos           | 1   | 2   | 3   | 4   | 5   | 6   | 7   | 8   | 9   | 10  | 11  | 12  | 13  | 14  | 15  | 16  | Pontos | Posição  |  |
| ---- | ------ | --------------------- | ----- | -- | ----------------- | --- | --- | --- | --- | --- | --- | --- | --- | --- | --- | --- | --- | --- | --- | --- | --- | ------ | -------- |  |
|      |        |                       |       |    |                   |     |     |     |     |     |     |     |     |     |     |     |     |     |     |     |     |        |          |  |
|      |        |                       |       |    |                   | BRA | POR | SMR |     |     |     |     |     |     |     |     |     |     |     |     |     |        |          |  |
| 1985 | 101D   | Hart 415T L4 Turbo    | P     | 21 | Mauro Baldi       | Ret | Ret | Ret |     |     |     |     |     |     |     |     |     |     |     |     |     | 0      | NC (16º) |  |
|      |        |                       |       |    |                   |     |     |     |     |     |     |     |     |     |     |     |     |     |     |     |     |        |          |  |
|      |        |                       |       |    |                   | BRA | RSA | BEL | SMR | FRA | MON | CAN | DET | DAL | GBR | GER | AUT | NED | ITA | EUR | POR |        |          |  |
| 1984 | 101    | Hart 415T L4 Turbo    | P     | 21 | Mauro Baldi       | Ret | 8   | Ret | 8   | Ret | NQ  |     |     |     |     |     |     |     |     | 8   | 15  | 0      | NC (13º) |  |
| 1984 | 101    | Hart 415T L4 Turbo    | P     | 21 | Huub Rothengatter |     |     |     |     |     |     | NC  |     | Ret | NC  | 9   | NC  | Ret | 8   |     |     | 0      | NC (13º) |  |
| 1984 | 101    | Ford Cosworth DFV V8  | P     | 21 | Huub Rothengatter |     |     |     |     |     |     |     | NQ  |     |     |     |     |     |     |     |     | 0      | NC (13º) |  |
|      |        |                       |       |    |                   |     |     |     |     |     |     |     |     |     |     |     |     |     |     |     |     |        |          |  |
|      |        |                       |       |    |                   |     |     |     |     |     |     |     |     | GBR | GER | AUT | NED | ITA | EUR |     |     |        |          |  |
| 1983 | 201    | Honda RA163E V6 Turbo | G     | 40 | Stefan Johansson  |     |     |     |     |     |     |     |     | Ret |     | 12  |     | Ret | 14  |     |     | 0      | NC (13º) |  |
| 1983 | 201C   | Honda RA163E V6 Turbo | G     | 40 | Stefan Johansson  |     |     |     |     |     |     |     |     |     | Ret |     | 7   |     |     |     |     | 0      | NC (13º) |  |